# Romania ai XII Giochi olimpici invernali
La Romania partecipò ai XII Giochi olimpici invernali, svoltisi a Innsbruck, Austria, dal 4 al 15 febbraio 1976, con una delegazione di 32 atleti impegnati in quattro discipline.